# Chloropoea mlanjensis
Chloropoea mlanjensis är en fjärilsart som beskrevs av Carpenter 1920. Chloropoea mlanjensis ingår i släktet Chloropoea och familjen praktfjärilar. Inga underarter finns listade i Catalogue of Life.